# Parhippopsicon flavicans
Parhippopsicon flavicans är en skalbaggsart som beskrevs av Stefan von Breuning 1970. Parhippopsicon flavicans ingår i släktet Parhippopsicon och familjen långhorningar. Inga underarter finns listade i Catalogue of Life.